# Іда Блом
Іда Клара Боневі Блом (уродж. Іда Клара Боневі; 20 січня 1931, Гентофте, Данія — 26 листопада 2016) — норвезька історикиня та університетська викладачка. Від 1985 до 2001 року обіймала посаду професора жіночої історії в Бергенському університеті.

## Життєпис
Іда Блом (уроджена Іда Клара Боневі) народилася в січні 1931 року в сім'ї архівіста Томаса Рордама Боневі та його дружини Клари Емілі Готше поблизу Копенгагена. Через свого батька вона споріднена з Крістін Боневі, першою жінкою в Норвегії, яка отримала звання професора. Її батько помер, коли Блом була дитиною. Після закінчення школи 1949 року вона закінчила дворічний курс підготовки секретарів, після чого потрапила до Парижа. 1954 року вона вийшла заміж за Крістофера Блома і переїхала до західного норвезького міста Берген.

### Навчання та дослідження
Вона спочатку вивчала французьку та німецьку мови в Бергені, а потім, 1960 року, перейшла до історичного інституту і викладала там від 1961 року. У травні 1972 року захистила докторську дисертацію з норвезької політики Гренландії між 1921 і 1931 роками. Пізніше Блом заявила, що обрала цю тему, тому що, як людину, яка виросла в Данії та емігрувала до Норвегії, її цікавив конфлікт між двома країнами.
У тому ж році вона почала вивчати історію жінок і згодом присвятила своє життя дослідженню жіночої та гендерної історії, від Скандинавії до світової історії; вона також брала участь у формуванні цієї нової галузі на національному, регіональному та глобальному рівнях. Пізніше Блом пояснила, що, коли Норвегія проводила референдум про приєднання до Європейського співтовариства (ЄС), вона зіткнулася з проблемою, що в той час спільним ринком керували виключно чоловіки. Тоді ж вона ще глибше усвідомила, що виборче право жінок встановлено значно пізніше від виборчого права чоловіків, і зацікавилася, які ще проблеми жінок недостатньо досліджені.
У 1970-х роках основними напрямками її досліджень стали контрацепція, материнство та повсякденне життя жінки. 1980 року вона опублікувала книгу Barnebegrensning — synd eller sunn fornuft? на тему керування народжуваністю. У наступні роки вона опублікувала інші статті та книги. З часом Блом також перейшла до теми неоплачуваної домашньої роботи жінок. Також працювала в галузі історії медицини.
Коли 1985 року в Бергенському університеті відкрився перший в Європі жіночий дослідницький центр, Блом призначили його директором. Того ж року вона почала працювати професоркою історії жінок. Вона була першою людиною в Норвегії, яка отримала звання професора в цій галузі. Крім того, Блом була однією зі співзасновниць Міжнародної федерації досліджень історії жінок, де вона була першим президентом асоціації від 1990 до 1995 року. На початку 1990-х років вона працювала редакторкою тритомної серії книг Cappelens kvinnehistorie (Історія жінок Каппелена), виданої видавництвом Cappelen. Блом також написала перший том. 1993 року серію книг відзначено літературною премією Брагі. Того ж року Іда Блом стала членом Норвезької академії наук, а 1996 року — членом Шведської королівської академії історії літератури і старожитностей. 1996 року вона також отримала ступінь почесного доктора Копенгагенського університету.
Після виходу на пенсію 2001 року вона деякий час продовжувала дослідження і виступи з доповідями. 2008 року на її честь названо будівлю Бергенського університету.
Померла Іда Блом 25 листопада 2016 року у віці 85 років.

## Нагороди
- 1992: премія Брагі[de] за Cappelens kvinnehistorie (Іда Блом та ін.)
- 1996: почесна докторка Копенгагенського університету
- 2001: орден Святого Олафа (командор)
- 2006: Почесна член Американської історичної асоціації[en]
- 2009: премія Джіни Крог[no] Норвезької жіночої асоціації[no]
- 2012: повна член Європейської Академії[10]

## Вибрані праці
- 1972: Kampen om Eirik Raudes land, Осло
- 1980: Barnebegrensning — synd eller sunn fornuft?, Берген
- 1983: Kjønnsroller og likestilling
- 1988: «Den haarde dyst»: Fødsler og fødselshjelp gjennom 150 år, Осло
- 1994: Det er forskjell på folk — nå som før, Осло
- 1998: «Feberens ville rose» — Tre omsorgssystemer i tuberkulosearbeidet 1900—1960, Берген, Fagbokforlaget[en]